# Hô Mã

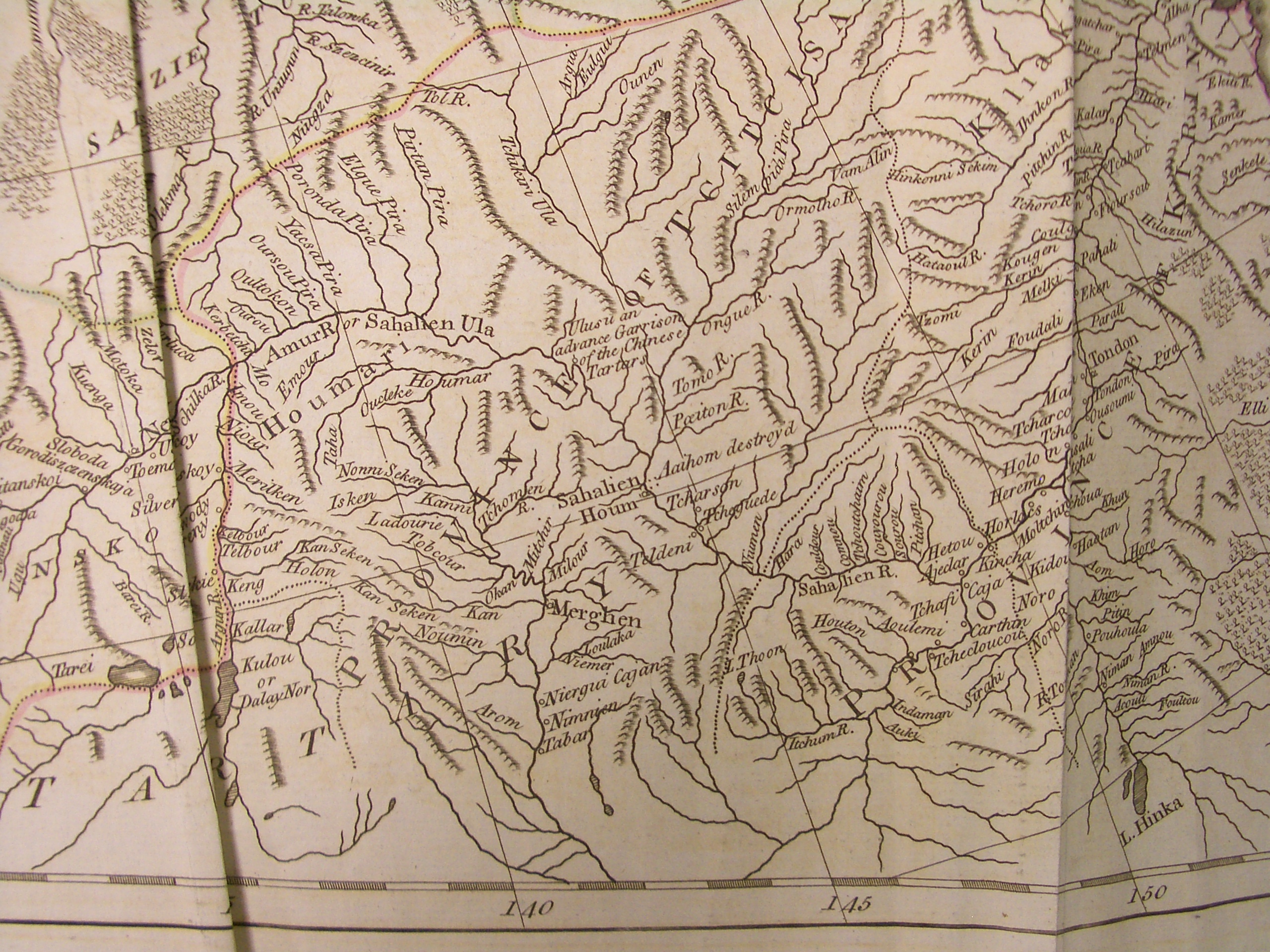
Hô Mã

Hô Mã (chữ Hán giản thể: 呼玛县, âm Hán Việt: Hô Mã huyện) là một huyện thuộc địa khu Đại Hưng An Lĩnh, tỉnh Hắc Long Giang, Cộng hòa Nhân dân Trung Hoa. Huyện Hô Mã có diện tích 14.285 km², dân số 340.000 người. Mã số bưu chính của huyện Hô Mã là 165100. Chính quyền nhân dân huyện Hô Mã đóng tại trấn Hô Mã. Huyện này được chia thành 2 trấn, 6 hương. Các đơn vị này lại được chia thành 8 ủy ban cư, 64 ủy ban thôn.
- Trấn: Hô Mã, Hàn Gia Viên.
- Hương: Hưng Hoa, Bắc Cương, Bạch Ngân Nột, Âu Bồ, Kim Sơn, Tam Tạp.

## Khí hậu
| Dữ liệu khí hậu của Hô Mã (1991−2020, cực đoan 1954−nay) | Dữ liệu khí hậu của Hô Mã (1991−2020, cực đoan 1954−nay) | Dữ liệu khí hậu của Hô Mã (1991−2020, cực đoan 1954−nay) | Dữ liệu khí hậu của Hô Mã (1991−2020, cực đoan 1954−nay) | Dữ liệu khí hậu của Hô Mã (1991−2020, cực đoan 1954−nay) | Dữ liệu khí hậu của Hô Mã (1991−2020, cực đoan 1954−nay) | Dữ liệu khí hậu của Hô Mã (1991−2020, cực đoan 1954−nay) | Dữ liệu khí hậu của Hô Mã (1991−2020, cực đoan 1954−nay) | Dữ liệu khí hậu của Hô Mã (1991−2020, cực đoan 1954−nay) | Dữ liệu khí hậu của Hô Mã (1991−2020, cực đoan 1954−nay) | Dữ liệu khí hậu của Hô Mã (1991−2020, cực đoan 1954−nay) | Dữ liệu khí hậu của Hô Mã (1991−2020, cực đoan 1954−nay) | Dữ liệu khí hậu của Hô Mã (1991−2020, cực đoan 1954−nay) | Dữ liệu khí hậu của Hô Mã (1991−2020, cực đoan 1954−nay) |
| Tháng                                                    | 1                                                        | 2                                                        | 3                                                        | 4                                                        | 5                                                        | 6                                                        | 7                                                        | 8                                                        | 9                                                        | 10                                                       | 11                                                       | 12                                                       | Năm                                                      |
| -------------------------------------------------------- | -------------------------------------------------------- | -------------------------------------------------------- | -------------------------------------------------------- | -------------------------------------------------------- | -------------------------------------------------------- | -------------------------------------------------------- | -------------------------------------------------------- | -------------------------------------------------------- | -------------------------------------------------------- | -------------------------------------------------------- | -------------------------------------------------------- | -------------------------------------------------------- | -------------------------------------------------------- |
| Cao kỉ lục °C (°F)                                       | −1.9 (28.6)                                              | 5.1 (41.2)                                               | 18.9 (66.0)                                              | 31.7 (89.1)                                              | 36.2 (97.2)                                              | 40.5 (104.9)                                             | 39.4 (102.9)                                             | 36.5 (97.7)                                              | 31.3 (88.3)                                              | 28.6 (83.5)                                              | 12.2 (54.0)                                              | 1.0 (33.8)                                               | 40.5 (104.9)                                             |
| Trung bình ngày tối đa °C (°F)                           | −18 (0)                                                  | −10.9 (12.4)                                             | −1.3 (29.7)                                              | 10.3 (50.5)                                              | 19.3 (66.7)                                              | 25.4 (77.7)                                              | 27.4 (81.3)                                              | 24.9 (76.8)                                              | 18.5 (65.3)                                              | 7.7 (45.9)                                               | −7.3 (18.9)                                              | −18.2 (−0.8)                                             | 6.5 (43.7)                                               |
| Trung bình ngày °C (°F)                                  | −24.7 (−12.5)                                            | −19.4 (−2.9)                                             | −8.8 (16.2)                                              | 3.5 (38.3)                                               | 12.2 (54.0)                                              | 18.6 (65.5)                                              | 21.3 (70.3)                                              | 18.5 (65.3)                                              | 11.4 (52.5)                                              | 1.3 (34.3)                                               | −13.4 (7.9)                                              | −23.9 (−11.0)                                            | −0.3 (31.5)                                              |
| Tối thiểu trung bình ngày °C (°F)                        | −29.9 (−21.8)                                            | −26.2 (−15.2)                                            | −16.1 (3.0)                                              | −3.2 (26.2)                                              | 4.8 (40.6)                                               | 11.8 (53.2)                                              | 15.7 (60.3)                                              | 13.1 (55.6)                                              | 5.4 (41.7)                                               | −4.2 (24.4)                                              | −18.5 (−1.3)                                             | −28.6 (−19.5)                                            | −6.3 (20.7)                                              |
| Thấp kỉ lục °C (°F)                                      | −48.2 (−54.8)                                            | −45.3 (−49.5)                                            | −40.0 (−40.0)                                            | −22.2 (−8.0)                                             | −9.2 (15.4)                                              | 0.4 (32.7)                                               | 3.9 (39.0)                                               | −1.0 (30.2)                                              | −8.4 (16.9)                                              | −22.2 (−8.0)                                             | −38.9 (−38.0)                                            | −45.2 (−49.4)                                            | −48.2 (−54.8)                                            |
| Lượng Giáng thủy trung bình mm (inches)                  | 5.4 (0.21)                                               | 4.4 (0.17)                                               | 6.4 (0.25)                                               | 15.1 (0.59)                                              | 49.9 (1.96)                                              | 66.3 (2.61)                                              | 128.0 (5.04)                                             | 92.0 (3.62)                                              | 47.5 (1.87)                                              | 22.6 (0.89)                                              | 10.2 (0.40)                                              | 7.2 (0.28)                                               | 455.0 (17.91)                                            |
| Số ngày giáng thủy trung bình (≥ 0.1 mm)                 | 6.7                                                      | 4.9                                                      | 4.3                                                      | 6.6                                                      | 11.4                                                     | 12.7                                                     | 13.7                                                     | 12.7                                                     | 10.5                                                     | 7.7                                                      | 7.2                                                      | 8.2                                                      | 106.6                                                    |
| Số ngày tuyết rơi trung bình                             | 9.5                                                      | 6.7                                                      | 6.4                                                      | 5.0                                                      | 0.7                                                      | 0.0                                                      | 0.0                                                      | 0.0                                                      | 0.5                                                      | 5.8                                                      | 9.6                                                      | 11.4                                                     | 55.6                                                     |
| Độ ẩm tương đối trung bình (%)                           | 70                                                       | 66                                                       | 59                                                       | 49                                                       | 53                                                       | 66                                                       | 75                                                       | 77                                                       | 70                                                       | 61                                                       | 69                                                       | 71                                                       | 66                                                       |
| Số giờ nắng trung bình tháng                             | 152.4                                                    | 198.8                                                    | 251.8                                                    | 244.6                                                    | 253.1                                                    | 278.2                                                    | 258.6                                                    | 244.5                                                    | 217.4                                                    | 191.3                                                    | 162.6                                                    | 127.9                                                    | 2.581,2                                                  |
| Phần trăm nắng có thể                                    | 58                                                       | 70                                                       | 68                                                       | 58                                                       | 52                                                       | 56                                                       | 52                                                       | 55                                                       | 58                                                       | 59                                                       | 62                                                       | 53                                                       | 58                                                       |
| Nguồn 1: China Meteorological Administration             |                                                          |                                                          |                                                          |                                                          |                                                          |                                                          |                                                          |                                                          |                                                          |                                                          |                                                          |                                                          |                                                          |
| Nguồn 2: Weather China, Pogodaiklimat.ru (extremes)      |                                                          |                                                          |                                                          |                                                          |                                                          |                                                          |                                                          |                                                          |                                                          |                                                          |                                                          |                                                          |                                                          |